# Liga Leumit 1963-1964
La Liga Leumit 1963-1964 è stata la 24ª edizione della massima serie del campionato israeliano di calcio.
A seguito del ripescaggio del Maccabi Petah Tiqwa, presero parte al torneo 15 squadre, che si affrontarono in un girone all'italiana con partite di andata e ritorno. Per ogni vittoria si assegnavano due punti e per il pareggio un punto.
L'ultima classificata sarebbe stata retrocessa in Liga Alef, mentre da quest'ultima, in vista dell'allargamento a 16 squadre deciso dall'IFA, sarebbero state promosse le prime due classificate.
L'Hapoel Ramat Gan interruppe la serie vittoriosa dell'Hapoel Petah Tiqwa, vincendo sorprendentemente il titolo da neopromosso (e divenendo, oltretutto, la prima squadra a riuscire nell'impresa nella storia del campionato israeliano).
Capocannoniere del torneo fu Israel Ashkenazi, del Maccabi Giaffa, con 21 goal.

## Squadre partecipanti
| Club                | Città       |
| ------------------- | ----------- |
| Bnei Yehuda         | Tel Aviv    |
| Hakoah Ramat Gan    | Ramat Gan   |
| Hapoel Gerusalemme  | Gerusalemme |
| Hapoel Haifa        | Haifa       |
| Hapoel Lod          | Lod         |
| Hapoel Petah Tiqwa  | Petah Tiqwa |
| Hapoel Ramat Gan    | Ramat Gan   |
| Hapoel Tel Aviv     | Tel Aviv    |
| Hapoel Tiberiade    | Tiberiade   |
| Maccabi Giaffa      | Giaffa      |
| Maccabi Haifa       | Haifa       |
| Maccabi Petah Tiqwa | Petah Tiqwa |
| Maccabi Sha'arayim  | Rehovot     |
| Maccabi Tel Aviv    | Tel Aviv    |
| Shimshon Tel Aviv   | Tel Aviv    |

## Classifica finale
|                     | Pos. | Squadra             | Pt | G  | V  | N  | P  | GF | GS | DR  |
| ------------------- | ---- | ------------------- | -- | -- | -- | -- | -- | -- | -- | --- |
| Campione di Israele | 1.   | Hapoel Ramat Gan    | 40 | 28 | 17 | 6  | 5  | 52 | 33 | +19 |
|                     | 2.   | Maccabi Giaffa      | 39 | 28 | 15 | 9  | 4  | 51 | 26 | +25 |
|                     | 3.   | Hapoel Petah Tiqwa  | 38 | 28 | 15 | 8  | 5  | 50 | 29 | +21 |
|                     | 4.   | Hapoel Tel Aviv     | 34 | 28 | 12 | 10 | 6  | 48 | 34 | +14 |
|                     | 5.   | Maccabi Tel Aviv    | 31 | 28 | 13 | 5  | 10 | 40 | 32 | +8  |
|                     | 6.   | Hapoel Haifa        | 29 | 28 | 11 | 7  | 10 | 41 | 31 | +10 |
|                     | 7.   | Maccabi Petah Tiqwa | 28 | 28 | 12 | 4  | 12 | 46 | 39 | +7  |
|                     | 8.   | Hakoah Ramat Gan    | 27 | 28 | 11 | 5  | 12 | 36 | 41 | -5  |
|                     | 9.   | Shimshon Tel Aviv   | 24 | 28 | 7  | 10 | 11 | 44 | 46 | -2  |
|                     | 10.  | Hapoel Tiberiade    | 24 | 28 | 10 | 4  | 14 | 41 | 52 | -11 |
|                     | 11.  | Maccabi Sha'arayim  | 24 | 28 | 10 | 4  | 14 | 29 | 44 | -15 |
|                     | 12.  | Bnei Yehuda         | 23 | 28 | 8  | 7  | 13 | 36 | 46 | -10 |
|                     | 13.  | Maccabi Haifa       | 23 | 28 | 8  | 7  | 13 | 31 | 47 | -16 |
|                     | 14.  | Hapoel Gerusalemme  | 20 | 28 | 6  | 8  | 14 | 27 | 46 | -19 |
|                     | 15.  | Hapoel Lod          | 16 | 28 | 5  | 6  | 17 | 17 | 43 | -26 |

## Verdetti
- Hapoel Ramat Gan campione di Israele 1963-1964
- Hapoel Lod retrocesso in Liga Alef 1964-1965
- Beitar Tel Aviv e Maccabi Netanya promossi in Liga Leumit 1964-1965